# Los poetas han muerto
Los poetas han muerto är det fjärde studioalbumet av det spanska progressiva power metal-bandet Avalanch. Det släpptes 2003 av skivbolaget Xana Records.
En engelsk version spelades in och utgavs februari 2005 med titeln Mother Earth.

## Låtlista
1. "Lucero" – 5:00
2. "Cien veces" – 6:48
3. "Niño" – 7:55
4. "Jamás" – 4:43
5. "Alborada" – 3:04
6. "El viejo torreón" – 5:27
7. "Del cielo a la tierra" – 6:13
8. "Los poetas han muerto" – 6:33
9. "Madre Tierra" – 8:06
10. "Ecos de vida" – 5:26

Text & musik: Alberto Rionda
Engelska versionen från 2005
1. "Lucero" – 5:03
2. "One Hundred Times" – 6:54
3. "Come to My Arms" – 7:57
4. "No More Damage" – 4:46
5. "Dawn" – 3:08
6. "Old Fortress" – 5:36
7. "Heaven and Earth" – 8:29
8. "Just One More Song" – 5:18
9. "Mother Earth" – 8:29
10. "Echoes of a Life" – 5:27
11. "Where the Streets Have No Name" (U2-cover) – 5:33

## Medverkande
Musiker (Avalanch-medlemmar)
- Alberto Rionda – gitarr
- Ramón Lage – sång
- Dany León – gitarr
- Francisco Fidalgo – basgitarr
- Marco Álvarez – trummor
- Roberto Junquera – keyboard

Bidragande musiker
- Igor Medio – bouzouki
- The Dark (Santiago Fano) – sång
- Jacobo De Miguel – keyboard
- Diego González – dragspel
- Ignacio Rodríguez Guerra – violin
- José Ramón Cenera Gutiérrez – viola
- José Antonio Longo Iglesias – cello
- Jbara – arabisk bön (spår 9)
- Andre Matos – sång (spår 7, 9)

Produktion
- Alberto Rionda – producent, ljudtekniker
- Jorge Otero – ljudmix
- Tim Young – mastering
- Ricardo Menéndez – grafisk design
- Luis Royo – omslagskonst
- Jesús Farpón, Carlos Rodriguez – foto